# Televisiestudies
Televisiestudies is een relatief nieuwe wetenschappelijke discipline, die de betekenis van televisie voor mensen bestudeert. Er wordt dus mediatheorie geschreven. Het wordt gerekend tot de academische stroming letteren en de bredere stroming geesteswetenschappen en is een onderdeel van mediastudies. Deze wetenschappelijke discipline wordt ook wel Film- en televisiewetenschap of Media en cultuur genoemd. Deze discipline moet niet verward worden met communicatiewetenschap, die de menselijke communicatie en de effecten van media bestudeert.